# Tour de Boussine
La tour de Boussine est un sommet des Alpes valaisannes, en Suisse, situé dans le canton du Valais, qui culmine à 3 831 m d'altitude.
Située immédiatement à l'est du Grand Combin, la tour de Boussine, parfaitement pyramidale, domine le glacier du mont Durand au sud et le glacier de la Tsessette au nord. Elle est parfois considérée comme une épaule sud-est du Combin de la Tsessette.